# Untereisenbach
Untereisenbach (luxembourgeois : Ënnereesbech) est une section de la commune luxembourgeoise du Parc Hosingen située dans le canton de Clervaux.

## Géographie
Le village est bordé au sud et à l’est par la frontière allemande et l’Our (un affluent de la Sûre) qui le séparent du village d’Übereisenbach situé dans l’arrondissement d'Eifel-Bitburg-Prüm.

## Histoire
Jusqu’en 1815, le village formait avec son voisin luxembourgeois Obereisenbach et son voisin allemand Übereisenbach l’ancienne commune d’Eisenbach.
Avant le 1er janvier 2012, Untereisenbach faisait partie de la commune de Hosingen qui fut dissoute lors de la création de la commune du Parc Hosingen.